# Розинская, Полина Константиновна
Поли́на Константи́новна Рози́нская (1912—2010) — деятель музыкальной культуры Республики Саха (Якутии), пропагандист зарубежной, русской, советской и якутской музыкальной классики, автор многих обработок якутских песен и мелодий самодеятельных композиторов, ведущий концертмейстер, педагог, общественный деятель. Заслуженная артистка РСФСР (1972). Народная артистка Якутской АССР (1962).

## Биография
Родилась 15 (28) июня 1912 года в селе Большая Лепетиха (ныне Херсонской области Украины).
В 1926—1930 годах обучалась в музыкально-профсоюзной школе в Херсоне.
В 1931 году поступила на рабфак МГК имени П. И. Чайковского в класс преподавателя В. И. Брюханова и с отличием закончила его в 1934 году.
В 1934—1940 годах обучалась на фортепианном факультете этой же консерватории в классе В. А. Шацкес.
По распределению приехала в Якутию и была назначена концертмейстером Якутского национального драматического театра и вся её дальнейшая творческая деятельность была связана с ведущими творческими учреждениями — театром, Телерадиокомитетом, Музыкальным училищем и Республиканской детской музыкальной школой. Принимала непосредственное участие в осуществлении всех постановок национальных опер того периода (1940—1987).
В 1946—1950 годах работала в Республиканской детской музыкальной школе и в музыкальной Театре-студии (1945—1948).
В 1948—1987 годах совмещала основную работу в музыкально-драматическом театре с педагогической в Якутском музыкальном училище, где 8 лет возглавляла отделение фортепиано. Её учениками были многие известные ныне в Якутии преподаватели и деятели музыкальной культуры.
В 2008 году уехала в Израиль, где к этому времени жила её дочь и сын со своими семьями.

## Награды и звания
- заслуженная артистка РСФСР (1962)
- народная артистка Якутской АССР (1972)
- два ордена «Знак Почёта» (1958 и 1965)